# Frontex
Frontex (afkorting van het Franse Frontières extérieures, formeel: Europees Grens- en kustwachtagentschap, Engels European Border and Coast Guard of EBCG, voorheen European Agency for the Management of Operational Cooperation at the External Borders of the Member States of the European Union (AMOCEB)) is een agentschap van de Europese Unie dat zich toespitst op de samenwerking van de lidstaten van de EU ten opzichte van de gezamenlijke Europese buitengrens. 
Het agentschap helpt de lidstaten bij de uitvoering van de Europese voorschriften inzake controles van de buitengrenzen en de terugkeer van niet-EU-burgers naar hun land van herkomst. Uiteraard moeten alle lidstaten hun eigen grenzen controleren, maar het agentschap draagt ertoe bij dat dit overal op dezelfde wijze gebeurt. Begin 2019 heeft de Europese Unie 134 officiële grensovergangen.

## Geschiedenis
Het agentschap werd in 2004 opgericht als Europees Agentschap voor het beheer van de operationele samenwerking aan de buitengrenzen van de lidstaten van de Europese Unie en is actief sinds 3 oktober 2005. Het heeft zijn hoofdkwartier in Warschau, Polen. In 2016 kreeg Frontex zijn huidige benaming. 
Eurosur is een Europees grensbewakingssysteem van Frontex in oprichting.

## Taken
De belangrijkste taken van het agentschap bestaan erin de EU-landen te helpen hun grenswachten op te leiden, risico's te beoordelen, gebruik te maken van het onderzoek naar nieuwe bewakingstechnologieën en de samenwerking tussen de EU-landen inzake repatriëring van illegale immigranten te coördineren.
In 2015 heeft Frontex wegens de vluchtelingencrisis operatie Triton georganiseerd, dat later werd opgevolgd door operatie Themis. Ook zijn er 2 andere Frontex-operaties: operatie Poseidon en operatie Indalo. Al deze operaties spelen in het Middellandse Zeegebied.

## Kritiek

### Naleven Vluchtelingenverdrag en EU-wetgeving
In een verklaring over internationale bescherming die in 2008 aan het Permanent Comité van de UNHCR werd gepresenteerd, heeft een brede coalitie van niet-gouvernementele organisaties hun bezorgdheid geuit over het feit dat veel van het werk van Frontex in feite een gevolg is van een brede afschrikcampagne zonder onderscheid, dat asielzoekers rechtstreeks en via derde landen - al dan niet opzettelijk - geen aanspraak kunnen maken op bescherming op grond van het Vluchtelingenverdrag uit 1951.
Volgens een schriftelijk bewijs van de European Council on Refugees and Exiles (ECRE) en de British Refugee Council, dat is ingediend bij het onderzoek van het Britse Hogerhuis, slaagt Frontex er niet in voldoende aandacht te schenken aan de internationale en Europese wetgeving inzake asiel en mensenrechten, waaronder het Vluchtelingenverdrag en EU-wetgeving met betrekking tot toegang tot asiel en het verbod op het terugzenden van vluchtelingen naar hun land van herkomst.
Bovendien hebben de ECRE en de British Refugee Council hun bezorgdheid geuit over het gebrek aan duidelijkheid over de verantwoordingsplicht van Frontex voor het waarborgen van de naleving van internationale en EG-wettelijke verplichtingen door lidstaten die betrokken zijn bij door Frontex gecoördineerde operaties. Dit wordt nog verergerd door het gebrek aan transparantie en het ontbreken van onafhankelijk toezicht en democratische verantwoordingsplicht van het Agentschap.

### Illegale pushbacks van migranten in Griekenland
In 2020 waren schepen van Frontex medeplichtig aan zogenaamde illegale "pushbacks" van migranten die via Griekse wateren probeerden het vasteland van Europa te bereiken. Bij dergelijke pushbacks, die volgens het internationaal recht illegaal zijn, worden migranten die zich al in Europese wateren bevinden, teruggestuurd naar gebieden buiten de grenzen van de Europese Unie. De betrokkenheid van Frontex bij deze illegale praktijken vloeit voort uit een analyse van open source bronnen, gelekte documenten, beelden en gesprekken met zowel migranten als Frontex-personeel door onderzoeksjournalisten van Der Spiegel en Bellingcat.
In 2022 trad Fabrice Leggeri, de directeur van Frontex, af vanwege 'een onderzoek van de Europese Fraudedienst OLAF, onder meer naar het terugsturen van migranten op de Middellandse en Egeïsche Zee. De Duitse krant Der Spiegel onthulde op 29 juli het toen nog geheime rapport. Medewerkers zouden pushbacks bewust niet gemeld hebben en er werd niet intern gerapporteerd. Leggeri greep niet in maar dekte de pushbacks toe. Zijn opvolger Aiya Kalnaya had het rapport niet gelezen en wilde zo snel mogelijk vooruit kijken. Als gevolg van een en ander weigerde het Europees Parlement in 2022 tweemaal het budget van Frontex goed te keuren. Eerder al had het Europees bureau voor fraudebestrijding (OLAF) een kritisch rapport opgemaakt over de kwestie. Dat rapport was vertrouwelijk, maar werd door Der Spiegel op 13 oktober 2022 bekendgemaakt.
Een schadeclaim van een kleine 140.000 euro tegen Frontex, aangespannen door een Syrisch gezin dat in 2016 na een “misleidende” tussenkomst van Frontex was uitgezet naar Turkije, werd door het Europees Hof van Justitie op 6 september 2023 verworpen, omdat Frontex "niet bevoegd was om de gegrondheid van terugkeerbesluiten of verzoeken om internationale bescherming te beoordelen".